# Batalla d'Okinawa
La batalla d'Okinawa es va lliurar a l'illa d'Okinawa, a l'arxipèlag de les Ryukyu, entre els Estats Units i el Japó. Tenia el nom en clau de d'Operació Iceberg i va ser el major assalt amfibi de la Guerra del Pacífic. Aquesta batalla i la d'Iwo Jima són les úniques de la Segona Guerra Mundial que es van lluitar en terra japonesa.
Les forces dels Estats Units i del Cos de Marines van enfrontar-se a l'exercit japonès en aquesta batalla de 82 dies, considerada la més sagnant de la Guerra del Pacífic. Amb un gran nombre de baixes de tots dos bàndols, la batalla va ser coneguda com el "tifó d'acer". Okinawa va tenir un paper estratègic en la preparació per a la invasió prevista de les illes japoneses en la recta final de la guerra.